# Recuerdos que matan
Recuerdos que matan (título original: Beyond the Law) es una película policíaca de 1993 dirigida por Larry Ferguson y protagonizada por Charlie Sheen, Linda Fiorentino y Michael Madsen. 
La película está basada en una historia real. También supuso el debut en el campo de la dirección del hasta entonces guionista Larry Ferguson, que, además de ejercer como director y guionista, se reservó también un papel secundario en ella.

## Argumento
Dan Saxon es un policía secreto que vive atormentado por las duras experiencias que marcaron su infancia. Eso causa a que cada noche le atormenten horribles pesadillas. Después de tener numerosos problemas con su superior, un policía corrupto que trata de hundirlo, le asignan un nuevo caso. Tiene la misión de infiltrarse en una violenta banda de moteros e incautar la mayor partida de droga de la historia.
Para lograr su objetivo Dan tiene que demostrar a la banda que es uno de ellos. De esa manera se verá envuelto en una ola de crimen y violencia, que le hará cuestionarse sus verdaderos instintos.

## Reparto
| Actor             | Personaje             |
| ----------------- | --------------------- |
| Charlie Sheen     | Saxon                 |
| Linda Fiorentino  | Renee                 |
| Michael Madsen    | Blood                 |
| Courtney B. Vance | Conroy Price          |
| Leon Rippy        | Virgil                |
| Dennis Burkley    | Oatmeal               |
| Lyndsay Riddell   | Marybette             |
| Rino Thunder      | Bogus Charlie         |
| Rip Torn          | Deputy Butch Prescott |
| James Oscar Lee   | Highside              |

## Producción
La película se basó en una historia publicada en la revista Playboy en julio de 1981. El verdadero nombre de la historia es Dan Black. Para hacer la película se contrató al verdadero Dan Black como uno de los asesores técnicos de ella siendo también uno de los extras y para aumentar el realismo de la película, se contrató también como asesores técnicos a una pandilla de motociclistas de Arizona, The Dirty Dozen.
Cabe también destacar, que la única diferencia importante entre la historia real y la película es el tiempo transcurrido, ya que, en la película, el protagonista se acerca bastante a Blood en un corto período de tiempo, mientras que el agente encubierto real, Dan Black, tardó 18 meses antes de acercarse tanto a la cima de The Jackals, aunque era de esperar de que se rodara así para poder hacer una película que tuviese una duración de menos de 2 horas.

## Recepción
En el presente la obra cinematográfica ha sido valorada en portales cinematográficos y por críticos profesionales. En IMDb, con aproximadamente 7800 votos registrados por parte de los usuarios, la película obtiene una media ponderada de 6,4 sobre 10. En cuanto a Rotten Tomatoes, los más de 5000 votos registrados en el portal dieron a este filme una valoración media de 3,9 de 5. También cabe destacar, que en el periódico La Vanguardia los usuarios que dieron su opinión allí le dieron a la película una aprobación del 63%.